# 明日世界
明日世界是各迪士尼樂園內的一個主題園區。明日世界在加州的迪士尼樂園、佛羅里達州的神奇王國，东京、巴黎、香港和上海的迪士尼乐园都有设立。

## 迪士尼樂園
Tomorrowland是迪士尼樂園裡其中一個主題園區。

### 遊樂設施
- Astro Orbitor
- Autopia
- Buzz Lightyear's Astro Blasters
- Rudolph the Red-Nosed Reindeer
- Stitch Encounter
- Monsters, Inc. Ride & Go Seek
- Space Mountain
- Star Tours: The Adventures Continue

### 食肆
- Redd Rockett's Pizza Port
- Cool Your Jets
- Taste Pilot's Grill
- Tomorrowland Terrace

### 商店
- Star Trader
- Autopia Winner's Circle
- Little Green Men Store Command
- Monsters, Inc. Company Store
- Hatmosphere
- Tomorrowlanding

## 神奇王國
Tomorrowland是神奇王國裡其中一個主題園區。2017年，迪士尼宣布在上海首創的「創·極速光輪」會引入神奇王國的明日世界園區。

### 遊樂設施
- Astro Orbiter
- Buzz Lightyear's Space Ranger Spin
- Monsters, Inc. Laugh Floor
- Space Mountain
- Stitch's Great Escape!
- Tomorrowland Speedway
- Tomorrowland Transit Authority PeopleMover
- Walt Disney's Carousel of Progress
- TRON Lightcycle Power Run

### 食肆
- Cosmic Ray's Starlight Cafe
- Auntie Gravity's Galactic Goodies
- Lunching Pad at Rockettower Plaza
- Tomorrowland Terrace Noodle Station
- Cool Ship

### 商店
- Mickey's Star Traders
- Merchant of Venus

## 東京迪士尼樂園
明日樂園（Tomorrowland）是東京迪士尼樂園裡其中一個主題園區。

### 遊樂設施
- 巴斯光年星際歷險（Buzz Lightyear's Astro Blasters）
- 怪獸電力公司「迷藏巡遊車」（Monsters, Inc. Ride & Go Seek）
- 太空山（Space Mountain）
- 星際旅行：冒險續航 （Star Tours: The Adventures Continue）
- 歌舞基地（目前上演「一個人的夢想II之魔法長青」） (One Man's Dream II: The Magic Lives On）

### 食肆
- 廣場餐館 （Plaza Restaurant）（已关闭）
- 安全降落地 （ Soft Landing (2F) ）
- 泛銀河披薩港 （Pan Galactic Pizza Port）
- 明日樂園舞台餐廳 （Tomorrowland Terrace）
- 太空站糧食港 （Space Place FoodPort）（已关闭）
- 衛星小吃站 （The Popping Pod）（已关闭）
- 爆米花艙 （Lite Bite Satellite）
- 小瑞电光餐厅（Plazma Ray's Diner）

### 商店
- 外太空接觸 （Cosmic Encounter）
- 行星 M （Planet M）
- 影像工藝 （ImageWorks）
- 怪獸電力公司福利社 （Monsters, Inc. Company Store）
- 索拉雷閃亮小品車亭 （Solar Ray's Light Supplies）

## 巴黎迪士尼樂園
發現天地（Discoveryland）是以一個發明加探索為主題，設施都和未來有關。園區內最受歡迎的遊樂設施是室內漆黑過山車——巴黎版飛「飛越太空山」，巴黎版太空上也是全球迪士尼当中最快速、最长、最刺激的，並且還採用了火箭發射系統，其他迪士尼都是螺旋式出發，唯獨巴黎迪士尼是像火箭一樣一口氣發射到頂端再極速降落。和其他所有的『明日世界』屬於同一個樂園，但是再具體細節和裝飾上有很大的不同。巴黎迪士尼因為地處歐洲、所以不是根據美國風格的『高科技、白色銀色藍色、星空銀河、太空人、未來世界』為主基調，而是以『17～19世紀，歐洲發明家幻想出來的未來世界』為主基調，呈現蒸汽龐克風格，利用暗金色和金屬質感的道具；因此「發明世界」也是以古典科學時期的科學探索為主題，園區風格出自大文豪 Jules Verne 的文學作品、達文西的畫作...等，在這邊可看到熱汽球、潛水艇...等探險交通工具。不像其他樂園「明日世界」是以未來科技為主題。

### 遊樂設施
- Buzz Lightyear Laser Blast
- Orbitron – Machines Volantes
- Autopia
- Videopolis (Fast Food Restaurant with video shorts)
- Arcade Alpha & Arcade Bêta
- Les Mystères du Nautilus
- Star Wars Hyperspace mountain
- Star Tours
- L'Astroport Services Interstellaires
- Captain EO
- Disneyland Railroad - Discoveryland Station

### 食肆
- Café Hyperion
- Buzz Lightyear's Pizza Planet Restaurant
- Rocket Café
- Cool Station

### 商店
- Constellations
- Star Traders
- Light Speed Photography

## 香港迪士尼樂園
明日世界（Tomorrowland）是香港迪士尼樂園裏其中一個主題園區。熱門遊戲包括：星戰極速穿梭，鐵甲奇俠飛行之旅及蟻俠與黃蜂女：擊戰特攻！

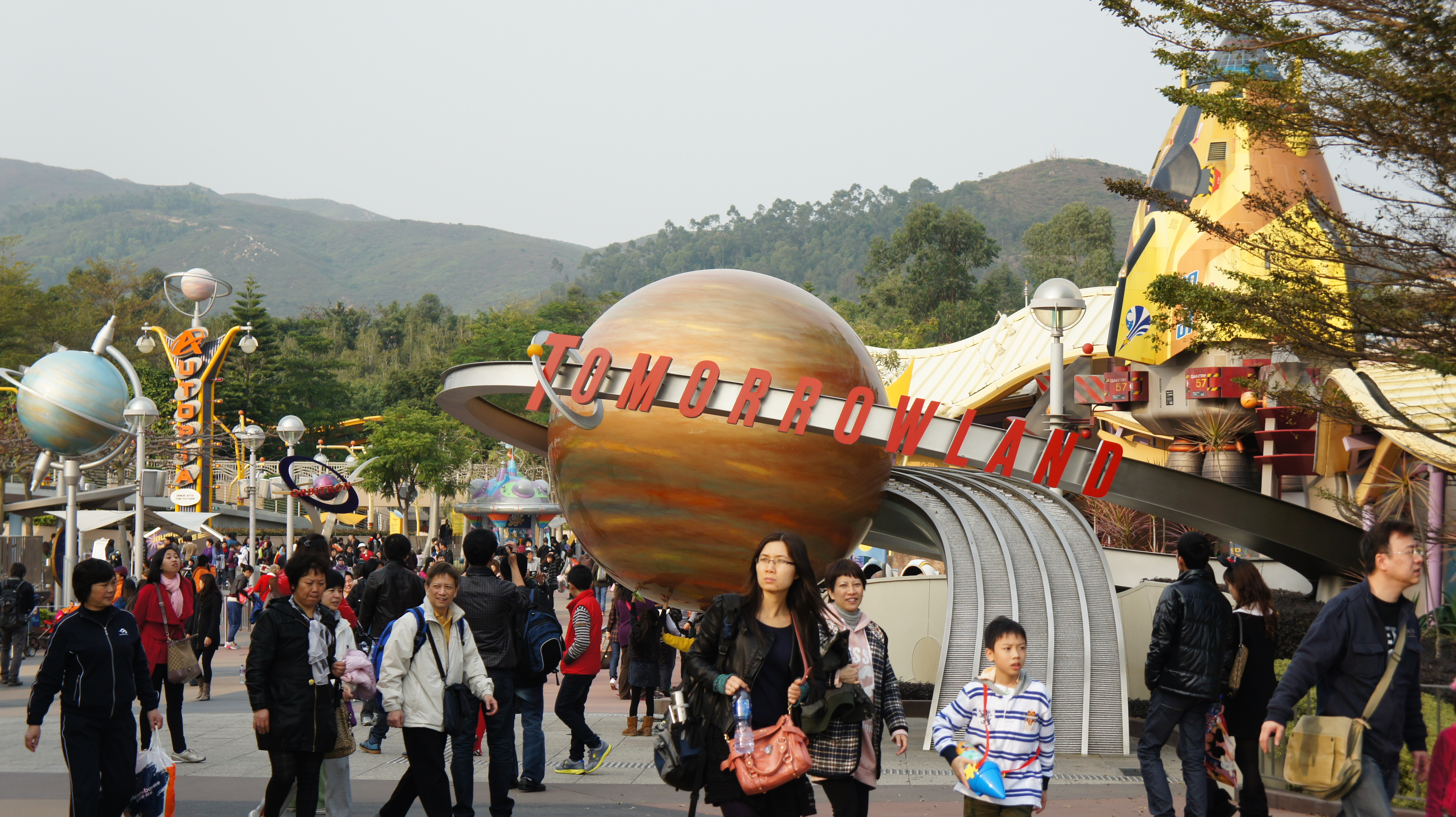
明日世界正門

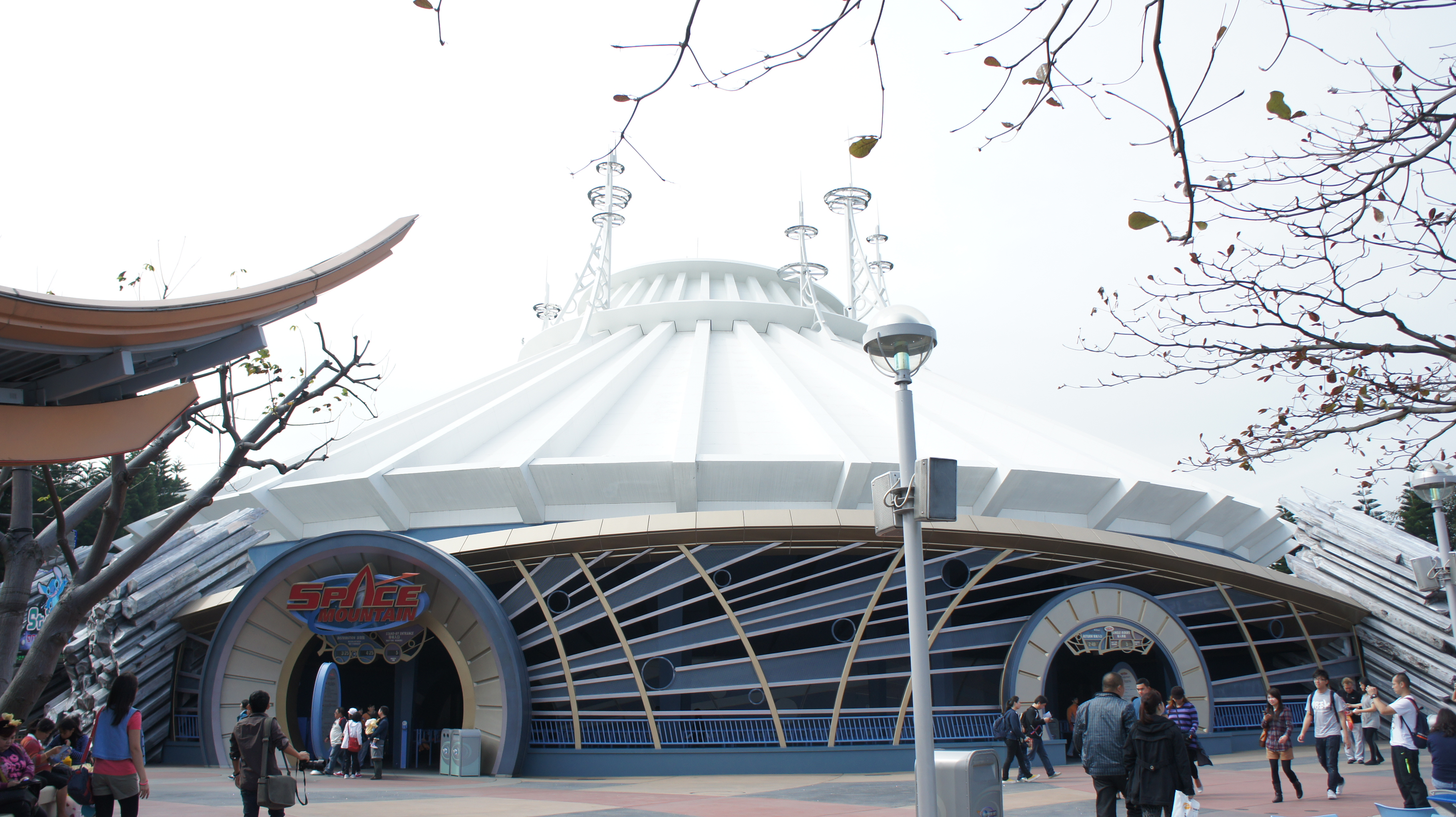
星戰極速穿梭

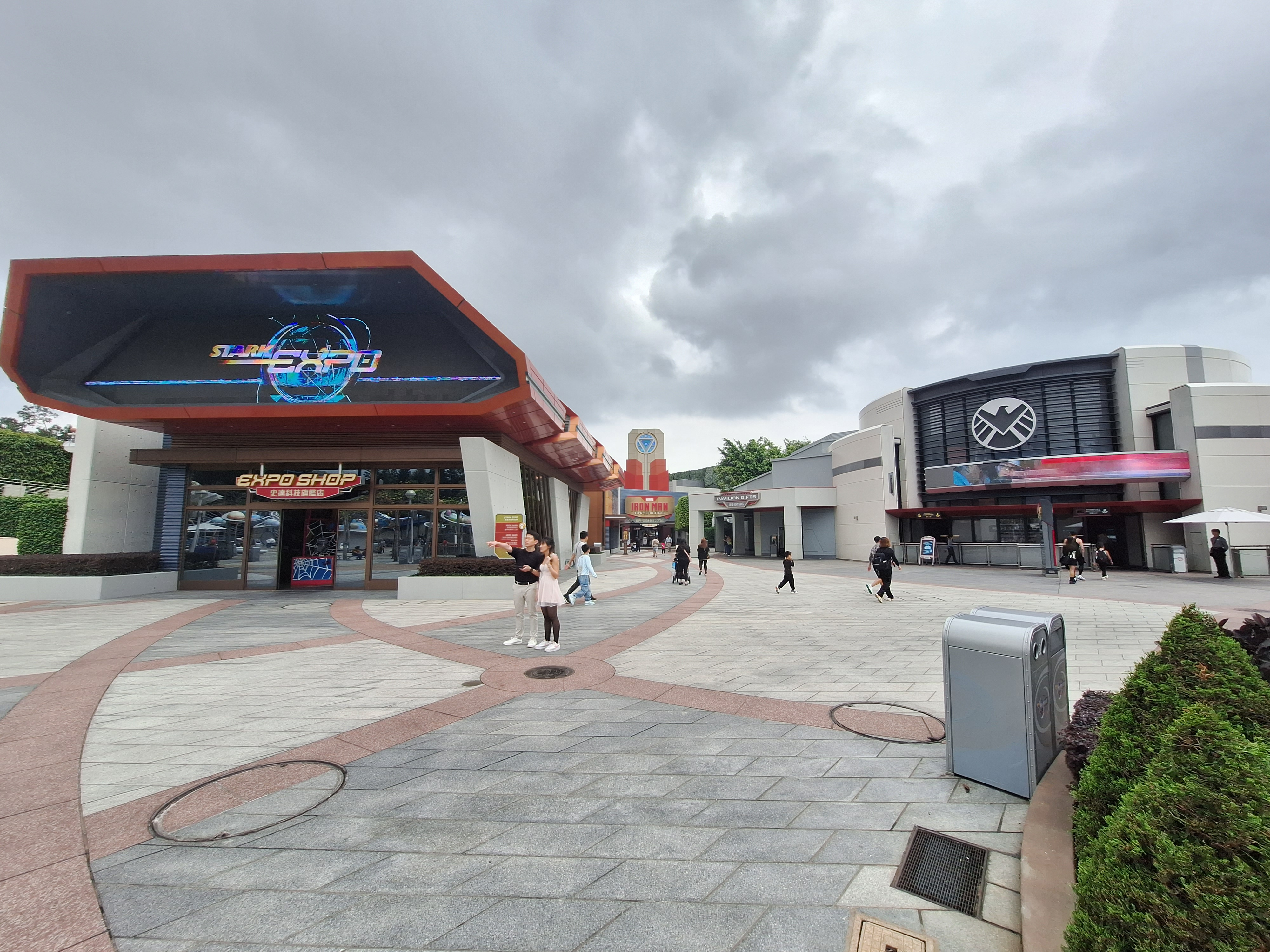
香港史達科技展（鐵甲奇俠飛行之旅及蟻俠與黃蜂女：擊戰特攻！）

### 遊樂設施
- 星戰極速穿梭（Hyperspace Mountain）
- 太空飛碟（Orbitron）
- 鐵甲奇俠飛行之旅（Iron Man Experience）
- 鐵甲奇俠裝備展（Iron Man Tech Showcase）
- 蟻俠與黃蜂女：擊戰特攻！（Ant-Man and The Wasp: Nano Battle!）

過去開放的遊樂設施
- 巴斯光年星際歷險（英语：Buzz Lightyear's Space Ranger Spin）（Buzz Lighteryear Astro Blasters）已關閉，由蟻俠與黃蜂女：擊戰特攻！替代
- 幸會史迪仔（Stitch Encounter）已關閉，由星球大戰指揮站替代
- 星球大戰指揮站（Star Wars:Command Post）
- 馳車天地（Autopia）已關閉，期後將成為史達科技展的遊樂設施。
- 布公仔流動實驗室（Muppet Mobile Lab）已關閉
- UFO地帶（UFO Zone）已關閉，由絕地聖殿武士特訓（英语：Jedi Training: Trials of the Temple）特訓代替
- 絕地聖殿武士特訓（Jedi Training: Trials Of The Temple）

### 娛樂節目
- - The Marvels: 變異入侵（The Marvels: Skrull Invasion）
  - 超能覺醒：史達科技展保衛戰（Find Your Super Power: Battle for Stark Expo）
  - 超能覺醒：空中反擊戰（Find Your Super Power: Battle for in Sky）
- 明日世界街頭表演（Street Entertainment Tomorrowland）

### 商店
- 太空驛站（Space Traders）
- 史達科技旗艦店（Expo Shop）
- 科技館禮品店（Pavilion Gifts）

### 餐飲設施
- 彗星餐廳（Comet Café）
- 火箭餐廳（Starliner Diner）
- 明日世界爆谷、冰凍雪條售賣點 (Popcorn, Frozen Lollipops Cart at Tomorrowland)
- 能量站 (NRG POD)

## 上海迪士尼乐园
上海迪士尼乐园于2016年6月16日开园，其“明日世界”主题园区与其他五座迪士尼乐园有所不同，不再以“太空”为主题，取而代之的是浓浓的金属感、科技感、未来感，类似电影《明日世界》中的场景。其中没有设立“飞越太空山”项目，但增加了以《創：光速戰記》为主题的半室内骑行过山车“创极速光轮”（TRON Lightcycle Power Run），是全球迪士尼乐园中速度最快的过山车之一。巴斯光年主题的项目亦与其他迪士尼乐园不同，採取的不是巴斯光年對戰外星球的場景，而是在《玩具總動員2》中，抱抱龍玩的電子遊戲——巴斯光年大戰機器兵團裡面的場景。

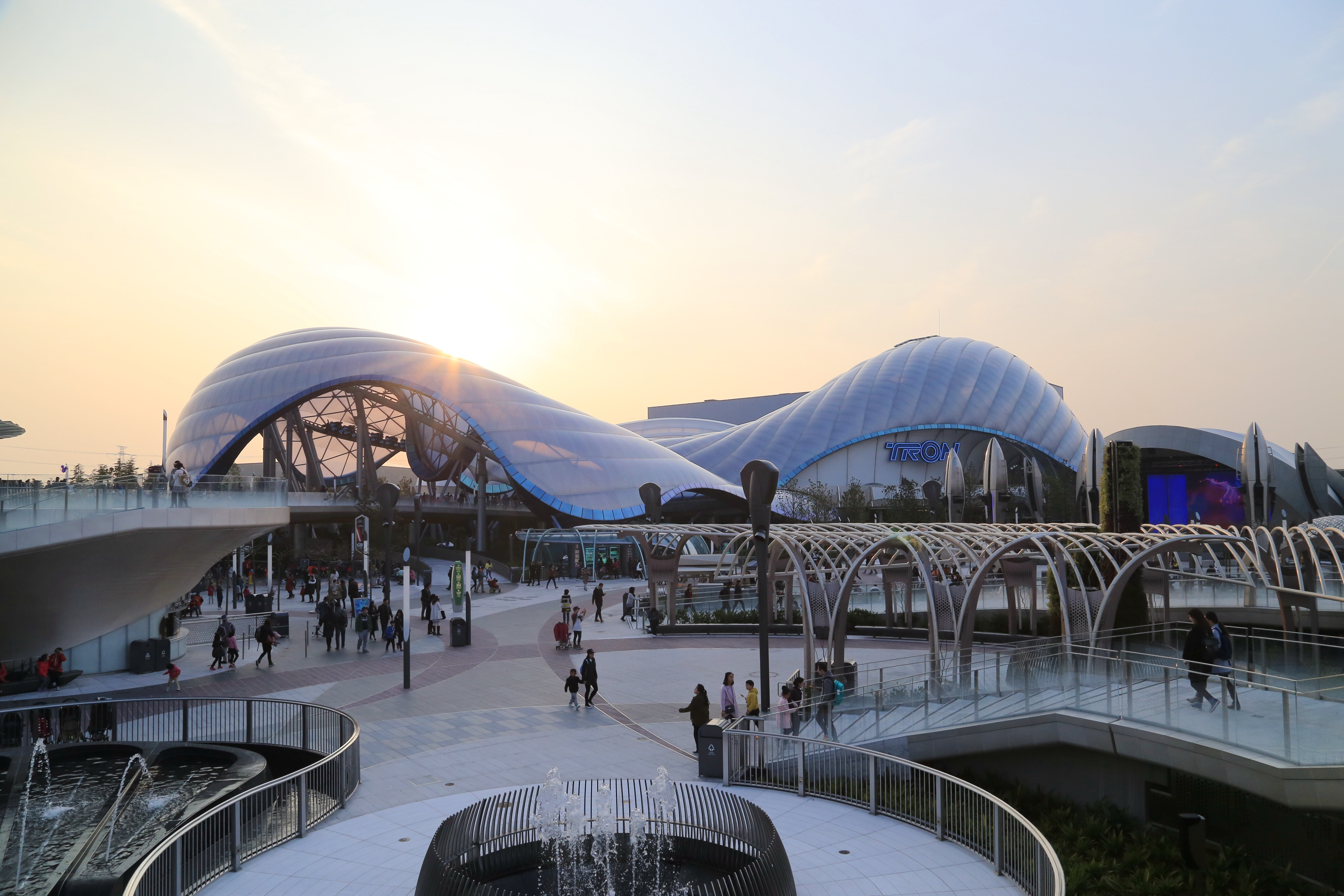
上海迪士尼乐园明日世界

### 游乐设施
- 创极速光轮（TRON Lightcycle Power Run）
- 巴斯光年星际营救（Buzz Lightyear Planet Rescue）
- 太空幸会史迪奇
- 喷气背包飞行器（Jet Packs）
- 星球大战远征基地（Star Wars Launch Bay）[2]

### 娱乐节目
- 大白超酷活力秀（Baymax Super Excercise Expo）
- E空间聚乐部（Club Destin-E）[3]

### 商店
- 星际贸易港（Intergalactic Imports）
- 创能补给站（Power Supplies）
- 晶品
- 银河帝国贸易站（Imperial Trading Station）[4]

### 餐饮设施
- 星露台餐厅（Stargazer Grill）
- 旋品
- 玉米热狗小餐车、爆米花餐车[5]